# 謝內沃斯 (紐約州)
謝內沃斯（英語：Schenevus）是位於美國紐約州奧齊戈縣的普查規定居民點。

## 人口
根據2020年美國人口普查的數據，謝內沃斯的面積為2.70平方千米，皆為陸地。當地共有人口551人，而人口密度為每平方千米204.07人。